# 米尼弹

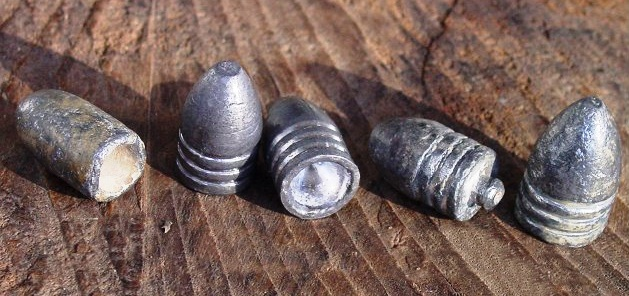
各类米尼弹，右边的四个带有稳定气动性的塔米基尔槽线

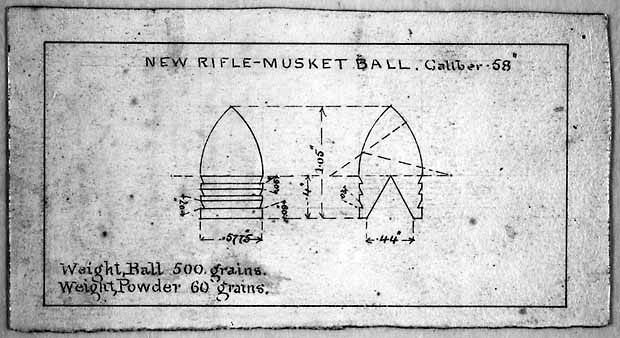
詹姆斯·伯顿的改良版米尼弹设计

米尼弹或米涅弹、米尼耶弹（法語：Balle Minié）是19世纪中期前装线膛铳使用的一种圆柱锥头形（cylindro-conoidal）弹丸，由法国军官克洛德-艾蒂安·米尼耶（Claude-Étienne Minié，1804～1879）于1846年发明而得名，在克里米亚战争和美国南北战争中声名大噪。
线膛枪的膛线可以让弹丸在发射后产生纵旋，大大改善枪械的射程和精度。在米尼弹发明以前，因为黑火药很容易在枪膛内的积垢，如果没能及时清理向线膛枪管内塞入球形弹丸就十分麻烦，有时甚至必须要使用锤子敲打才能将塞入。米尼弹是第一款可以轻易塞入线膛枪管的制式弹丸。

## 设计
米尼弹的直径小于其使用枪管的膛线阳径，整体形状为类圆锥形，在下部外侧刻有三个填了润滑脂的环槽，底部有一个铁制的锥塞。在射击时，弹丸后方的高压气体会将底部铁塞向前挤进铅制弹体并使其膨胀，因而封闭整个枪管使得弹丸可以有效加速并产生旋转。米尼弹通常由纸壳包装，在使用时将纸壳撕开把火药从枪口倒入枪管，然后用推弹杆将弹丸一直杵到底部。米尼弹的有效射程可以达到200—250碼（180—230），远优于之前的弹丸。
其实早在1826年，法国陆军的军官亨利·古斯塔夫·德维勒（Henri-Gustave Delvigne，1800～1876）就已经开始着手研究解决线膛枪装弹困难的问题，率先想出了用比枪膛直径小的药室协助弹丸膨胀的枪管设计，并且在1830年代设计出了可以在挤压药室内壁边沿后变为标准的圆柱状的圆头/锥头圆柱弹。这种膨胀形变弹丸的概念最初由英国军官约翰·诺顿（John Norton）在1832年提出，之后在1836年由伦敦的枪匠威廉·格林纳（William Greener）改进，但是两者都被思想保守的英国军械部拒绝因而没被采纳。
后来米尼弹的设计在1850年代被在美国哈珀斯费里兵工厂工作的军械官詹姆斯·H·伯顿（James H. Burton，1823～1894）改良，将弹底的锥塞改成了凹腔，使得弹体后部形成了一个“弹裙”。这种改良后的设计重量大约为1.14盎司（32克），既保存了弹道性能又节约了成本，因而在1855年被美国陆军正式采用。改良版米尼弹的杀伤效能是南北战争中伤亡人数巨大的原因之一。

## 效能
圆锥形的米尼弹产生的创口和以往滑膛枪的球形弹丸不同，因为其质量更大、枪口初速更高，对人体的穿透力也更强。球形弹经常会残留在体内，而且会因为被肌肉、肌腱和骨骼所弹射产生曲折的创道；米尼弹则常常径直穿透人体的软组织，即使打到较硬的骨骼也是直接击碎后穿过，很少会残留在体内。米尼弹所造成的粉碎性和开放性骨折在当时的医疗条件下通常只有截肢一种处理办法，如果击中大血管则经常是致命的。
对米尼弹创伤记载较细的一个案例是南北战争的谢南多厄河谷战役中具伯·尔利突袭华盛顿时，南军北卡罗莱纳第53步兵团的一个士兵在1864年7月12日被一颗.58口径的米尼弹击中头部侧面，将头骨击碎并嵌入了右脑。这个士兵在受伤后马上开始驚厥并半身偏瘫，在入院八天后伤情开始好转。但从第十三天开始病情恶化并在三日内失去知觉，第十六天死亡，尸检发现伤者的右脑受到严重损伤并有大规模坏死，致死原因被诊断为感染。这个样本被摘除后用福尔马林保存并捐给了华盛顿的陆军博物馆。